# Gibbaeum pilosulum
Gibbaeum pilosulum là một loài thực vật có hoa trong họ Phiên hạnh. Loài này được (N.E.Br.) N.E.Br. mô tả khoa học đầu tiên năm 1926.